# Zamek na Czorsztynie
Zamek na Czorsztynie czyli Bojomir i Wanda – opera Karola Kurpińskiego w dwóch aktach. Libretto zostało napisane przez Józefa Wawrzyńca Krasińskiego. Prapremiera odbyła się w Warszawie 5 marca lub 11 maja 1819.

## Treść
Akcja rozgrywa się w deszczową noc w zamku na Czorsztynie. Zbłąkany rycerz Bojomir wraz z tchórzliwym wieśniakiem Nikitą szukają tu schronienia. Gospodarzem zamku jest mrukliwy i niegościnny Dobrosław, który jednak godzi się przyjąć wędrowców. W nocy dochodzi do spotkania Bojomira z Wandą - córką Dobrosława. Okazuje się, że młodzi byli w sobie szaleńczo zakochani, lecz z uwagi na brak zgody Dobrosława małżeństwo nie mogło dojść do skutku. W efekcie Wanda postradała zmysły a Dobrosław zmuszony był zamieszkać w starym zamczysku aby ukryć chorą córkę przed światem. Wszelkie metody leczenia były bezskuteczne. Dopiero dziś - po spotkaniu z Bojomirem - Wanda odzyskała zdrowie i znów jest pełną radości dziewczyną. Dobrosław teraz już nie sprzeciwia się małżeństwu i błogosławi związek młodych.

## Inscenizacje (wybór)[5]
- Gdański Zespół Artystyczny (1948, reż. Maurycy Janowski)
- Teatr Polski Bielsko-Cieszyn (1956, reż. Andrzej Uramowicz)
- Operetka w Szczecinie (1961, reż. Henryk Lotar)
- Teatr Muzyczny w Gdyni (1964, reż. Aleksander Długosz)
- Operetka Warszawska (1974, reż. Maciej Zenon Bordowicz)
- Teatr Wielki w Łodzi (1977, reż. Andrzej Żarnecki)
- Krakowski Teatr Muzyczny (1979, reż. Andrzej Buszewicz)
- Teatr Muzyczny w Poznaniu (1984, reż. Andrzej Wiza)
- Teatr Muzyczny w Szczecinie (1985, reż. Andrzej Wiza)
- Operetka Śląska w Gliwicach (1995, reż. Andrzej Wiza)
- Warszawska Opera Kameralna (2014, reż. Błażej Peszek)
- Teatr Wielki im. Stanisława Moniuszki w Poznaniu (2021, reż. Andrzej Ogórkiewicz)